# Зелёная Дубрава (Рубцовский район)
Зелёная Дубрава — посёлок в Рубцовском районе Алтайского края, административный центр сельского поселения Рубцовский сельсовет

## География
Расположен в степной зоне на юге региона, на берегу реки Алей, в 2 км к югу от райцентра — города Рубцовска.

## История
Основан в 1932 г. как поселок центральной усадьбы Рубцовского свеклосовхоза. Строителями и первыми жителями поселка стали спецпоселенцы — бывшие кулаки.

## Население
| 1997  | 1998  | 1999  | 2000  | 2001  | 2002  |
| ----- | ----- | ----- | ----- | ----- | ----- |
| 1069  | ↗1081 | ↘1040 | ↘1021 | ↗1029 | ↘1026 |
| 2003  | 2004  | 2005  | 2006  | 2007  | 2008  |
| ↘1023 | ↘1019 | ↗1041 | ↗1101 | ↘1100 | →1100 |
| 2009  | 2010  | 2011  | 2012  | 2013  |       |
| ↗1116 | ↘1002 | ↘996  | ↗1010 | ↘1009 |       |

## Инфраструктура
Улицы:
- Майская
- Молодёжная
- Новая
- Пушкинская
- Садовая
- Советская
- Топольная
- Центральная
- Школьная
- Южная
- им В. И. Турока
- Новая
- Юбилейная

## Физкультура и спорт
В селе находится стадион с футбольным, баскетбольным и волейбольным полем. Беговая дорожка располагается вокруг футбольного поля. Длина футбольного поля — 90 м.
Трибуна стадиона имеет 50 сидячих мест. На всем стадионе могут находиться более 100 зрителей.
Стадион села Зелёная Дубрава очень часто является местом проведения олимпийских игр среди сел входящих в Рубцовский район.

## Транспорт
Одна транспортная автобусная линия, которая соединяет село с городом Рубцовск.